# Q-Cells
Hanwha Q-Cells (широко відомий як просто Q CELLS) є основним виробником фотоелектричних (PV) сонячних елементів. Штаб-квартира компанії знаходиться в Сеулі, Південна Корея, після того, як вона була заснована в 1999 році в Тальхаймі, Німеччина, де компанія досі має свої інженерні офіси. У серпні 2012 року Q Cells була куплена через банкрутство Hanwha Group, великим  південнокорейським бізнес-конгломератом. Q Cells зараз працює як дочірня компанія Hanwha Solutions, енергетичної та нафтохімічної компанії.
Q Cell має виробничі потужності в Китаї, Малайзії, Південній Кореї та Сполучених Штатах. У 2019 році компанія була шостим за величиною виробником сонячних елементів із загальним обсягом поставок 7,3 гігават.

## Історія
У 1999 році Антон Мільнер, Райнер Лемуан, Хольгер Файст і Пол Грунов заснували Q Cells в районі Тальхайма, частини колишньої Східної Німеччини, де після возз’єднання Німеччини 50 000 людей втратили роботу. 23 липня 2001 року компанія випустила свій перший робочий полікристалічний сонячний елемент на новій виробничій лінії в Тальхаймі. Q Cell стане одним із найбільших у світі виробників сонячних батарей, у якому працюють понад 2000 людей і заохочує інші компанії відкривати підприємства в прилеглій місцевості, яка стане відомою як німецька «Сонячна долина».
У 2005 році Q-Cells заснувала виробника CdTe PV Calyxo. У листопаді 2007 року Q-Cells узгодили угоду з Solar Fields, інтелектуальна власність та активи якої були об’єднані з новоствореною дочірньою компанією Calyxo USA. У 2011 році компанія Solar Fields захопила Calyxo.
У 2008 році Q-Cells придбала 17,9% акцій Renewable Energy Corporation. Ця частка була продана в 2009 році. У тому ж році дочірня компанія Q-Cells Sontor об’єдналася з тонкоплівковою компанією Solarfilm.
У червні 2009 року компанія придбала Solibro, спільне підприємство, яке вона створила у 2006 році. Компанія Solibro виробляла тонкоплівкові сонячні батареї на основі диселеніду міді-індію-галію. Ці модулі продавалися до продажу Solibro компанії Hanergy у 2012 році.
Q Cells сильно постраждала від Великої рецесії наприкінці 2008 року, коли ціни на акції впали з понад 80 євро до менш ніж 20. У відповідь компанія звільнила 500 співробітників. Мілнер пішов у відставку з посади генерального директора на початку 2010 року, і до кінця року фінанси компанії стабілізувалися. Всього через кілька місяців, у 2011 році, світовий ринок сонячних батарей зазнав краху, а надлишок виробництва спричинив надзвичайно низькі ціни. Продажі Q-Cells знизилися приблизно на 1 мільярд євро, втратили 846 мільйонів євро, і 3 квітня 2011 року компанія подала заяву про банкрутство.

## Операції

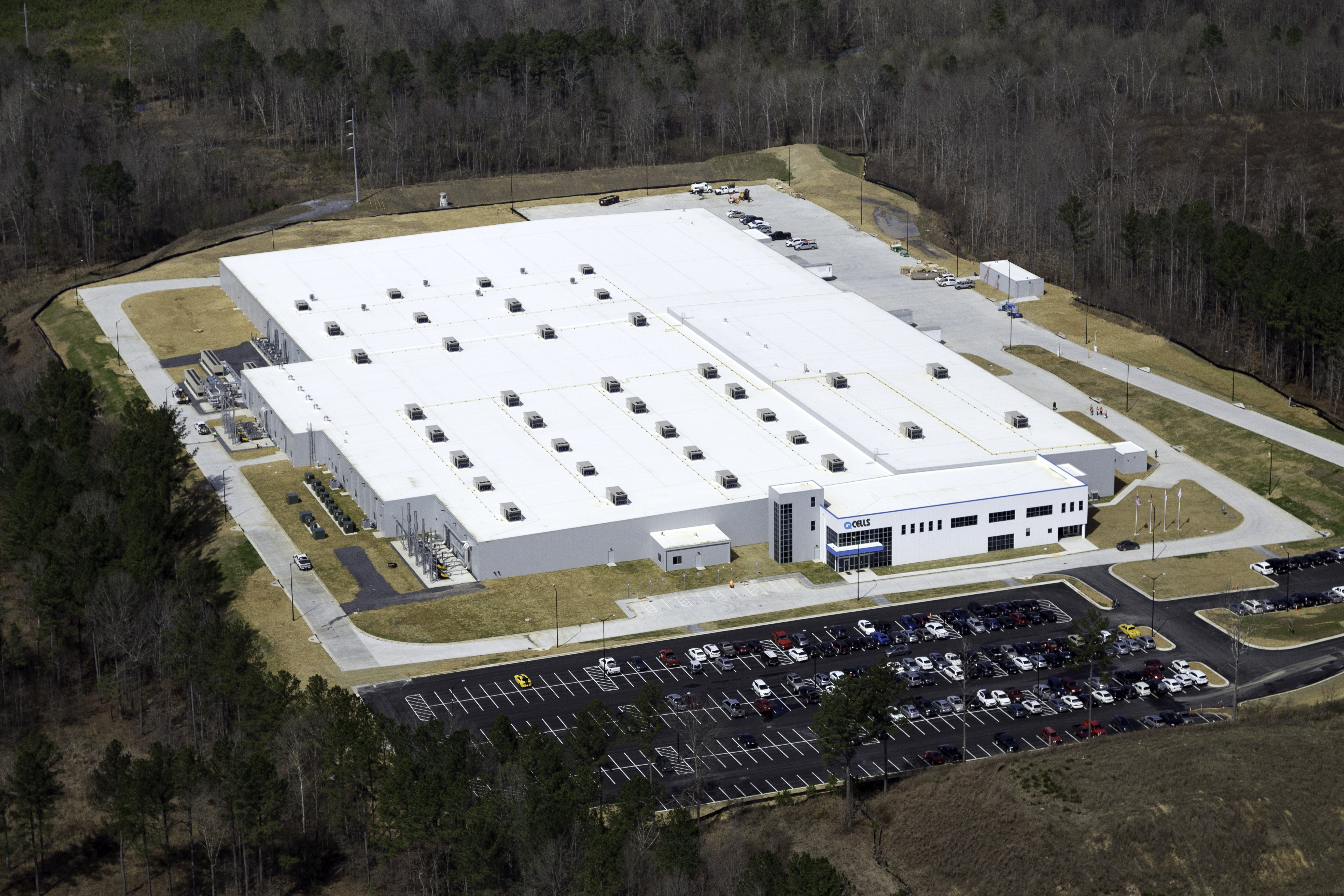
Завод із виробництва Q Cell в Далтоні, штат Джорджія, США

Q Cell розробляє та виробляє фотоелементи та сонячні панелі з моно та полікристалічного кремнію. Вона виробляє та встановлює фотоелектричні системи для комерційних, промислових та житлових застосувань та надає послуги EPC для великомасштабних сонячних електростанцій.
Інженерні офіси компанії розташовані в початковій штаб-квартирі в Тальхаймі, Німеччина. Виробничі потужності розташовані в Цидун в Китаї, Кіберджая в Малайзії; Юмсон і Джінчхон в Південній Кореї та Далтон, Джорджія в Сполучених Штатах.[18]

## Див.також
- Фотоелектрична комірка
- Сонячна панель
- Сонячна електростанція